# Rosalyn Fairbank
Rosalyn Doris Fairbank-Nideffer (* 2. November 1960 in Durban) ist eine ehemalige südafrikanische Tennisspielerin.

## Karriere
Rosalyn Fairbank spielte ihr erstes Grand-Slam-Turnier 1979 und ihr letztes 1997. In ihrer Profikarriere gewann sie einen Einzel- und 19 Doppeltitel auf der WTA Tour.
Zu ihren größten Erfolgen zählen ihre beiden Triumphe im Damendoppel bei den French Open: 1981 siegte sie mit Tanya Harford und 1983 mit Candy Reynolds. 1983 erreichte sie zudem das Finale der US Open, in dem sie an der Seite von Reynolds Martina Navrátilová und Pam Shriver unterlag. Mit dem Australier Mark Edmondson stand sie 1986 außerdem im Endspiel der Mixed-Konkurrenz von Roland Garros.

## Grand-Slam-Erfolge

### Doppel

#### Turniersiege
| Jahr | Turnier         | Partnerin      | Finalgegnerinnen           | Ergebnis      |
| ---- | --------------- | -------------- | -------------------------- | ------------- |
| 1981 | French Open     | Tanya Harford  | Candy Reynolds Paula Smith | 6:1, 6:3      |
| 1983 | French Open (2) | Candy Reynolds | Kathy Jordan Anne Smith    | 5:7, 7:5, 6:2 |

#### Finalteilnahmen
| Jahr | Turnier | Partnerin      | Finalgegnerinnen                | Ergebnis      |
| ---- | ------- | -------------- | ------------------------------- | ------------- |
| 1983 | US Open | Candy Reynolds | Martina Navratilova Pam Shriver | 6:7, 6:1, 6:3 |

### Mixed

#### Finalteilnahmen
| Jahr | Turnier     | Partner        | Finalgegner            | Ergebnis      |
| ---- | ----------- | -------------- | ---------------------- | ------------- |
| 1986 | French Open | Mark Edmondson | Ken Flach Kathy Jordan | 3:6, 7:6, 6:3 |